# Exocentrus trinigrovittatus
Exocentrus trinigrovittatus là một loài bọ cánh cứng trong họ Cerambycidae.